# Callopistria anthracita
Callopistria anthracita là một loài bướm đêm trong họ Noctuidae.